# Poona Open 1986
Die Poona Open 1986 im Badminton fanden vom 14. bis zum 16. Februar 1986 in Antwerpen statt.

## Finalresultate
| Disziplin    | Sieger                      | Finalist                                | Ergebnis    |
| ------------ | --------------------------- | --------------------------------------- | ----------- |
| Herreneinzel | Steve Baddeley              | He Ding                                 | 15-9, 15-9  |
| Dameneinzel  | Xiao Jie                    | Yang Xinfang                            | 11-4, 11-3  |
| Herrendoppel | He Xiangyang Tang Hui       | Steve Baddeley Billy Gilliland          | 15-7, 15-6  |
| Damendoppel  | Eline Coene Erica van Dijck | Kirsten Schmieder Petra Dieris-Wierichs | 15-12, 15-6 |
| Mixed        | Billy Gilliland Nora Perry  | Rob Ridder Erica van Dijck              | 15-6, 15-8  |